# Sidaogou (köpinghuvudort i Kina, Jilin Sheng, lat 41,74, long 127,05)
Sidaogou är en köpinghuvudort i Kina. Den ligger i provinsen Jilin, i den nordöstra delen av landet, omkring 280 kilometer sydost om provinshuvudstaden Changchun. Antalet invånare är 7 309. Befolkningen består av 3 529 kvinnor och 3 780 män. Barn under 15 år utgör 13,0 %, vuxna 15-64 år 76 %, och äldre över 65 år 9,0 %.
Runt Sidaogou är det ganska tätbefolkat, med 60 invånare per kvadratkilometer. Närmaste större samhälle är Linjiang, 13,8 km nordväst om Sidaogou. I omgivningarna runt Sidaogou växer i huvudsak blandskog.
Genomsnittlig årsnederbörd är 1 061 millimeter. Den regnigaste månaden är juli, med i genomsnitt 295 mm nederbörd, och den torraste är januari, med 12 mm nederbörd.